# Tweede boek van Henoch
Het Tweede boek van Henoch (2 Henoch) is een pseudepigrafisch werk. Het centrale thema in de tekst is de hemelvaart van Henoch, zijn metamorfose voor de troon van God en zijn inwijding in hemelse mysteriën en de geheimen van de schepping. 
De tekst is bewaard gebleven in ruim twintig manuscripten en fragmenten in het Oudkerkslavisch die van tussen de veertiende en achttiende eeuw dateren. Die verzameling bevat zowel lange als korte recensies waarin het laatste deel van de lange recensies ontbreekt. De Slavische teksten zijn vertalingen van een oorspronkelijke Griekse tekst die nooit gevonden is. In 1972 werden enkele fragmenten van de tekst in een Koptische vertaling gevonden. 

## Achtergrond

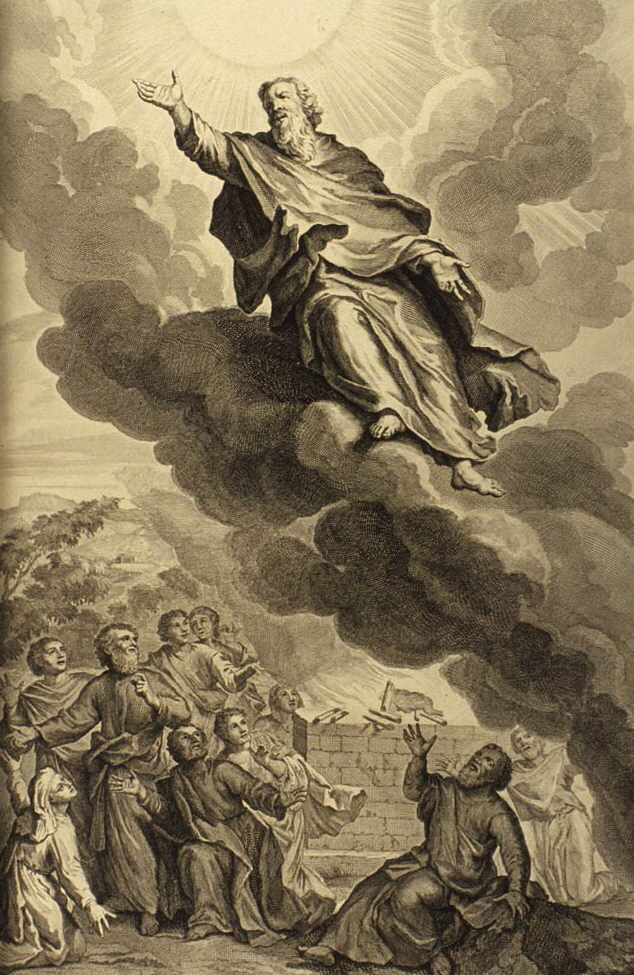
God neemt Henoch op in de hemel. Illustratie uit Figures de la Bible, 1728.

In Genesis 5:21-24 staat dat Henoch de vader was van Metusalem en dat Henoch in nauwe verbondenheid met God wandelde en op de leeftijd van 365 jaar door God werd weggenomen. Die zin heeft met name in de joodse literatuur tot een groot aantal speculaties geleid, zoals dat Henoch als levend mens de hemel bereikte. 
Er is ook een 1 Henoch en 3 Henoch. In de traditie van de drie boeken krijgt Henoch een steeds meer verheven plaats in de hemel. In 3 Henoch is Enoch uitgegroeid tot een goddelijke gestalte, de Metatron, die als plaatsvervanger en zaakwaarnemer van God ook de hemel en de aarde kan besturen. Hij krijgt ook de naam  de kleine Jahwe. In 1 Henoch is Henoch in de eerste plaats een mens die opstijgt naar de hemel. In 2 Henoch is hij  aan het eind van de tekst al een hemelse verschijning die belangrijker is dan de engelen. In die zin kan 2 Henoch beschouwd worden als de literaire overgangsfase tussen 1 Henoch en 3 Henoch. Het laatste boek behoort tot de Hechalot-literatuur, een verzamelnaam voor de vroegste joodse, mystieke literatuur. 

## Milieu van ontstaan en datering
Een meerderheid van onderzoekers heeft de opvatting dat dit een joodse tekst is die ook ontstaan is in een joods milieu. De meest gehanteerde aanname op het vakgebied is, dat de  oorspronkelijk Griekse tekst tot stand kwam in de eerste eeuw maar voor het jaar 70. In de tekst wordt meerdere malen gerefereerd aan de tempel in Jeruzalem. Het wordt gewenst geacht daarheen een pelgrimage te maken en daar offers te brengen voor de vergeving van zonden. De tekst bevat ook een opdracht de tempel drie maal dagelijks te bezoeken. Dat wijst op een ontstaan van voor de verwoesting van de tempel in 70 in een joods milieu buiten Palestina.  Alexandrië wordt dan het meest waarschijnlijk geacht.  De beschrijving van mythische dieren, zoals de feniks, die Henoch tijdens zijn hemelopstijging ontmoet wijzen ook op een milieu in Egypte. 

## Inhoud

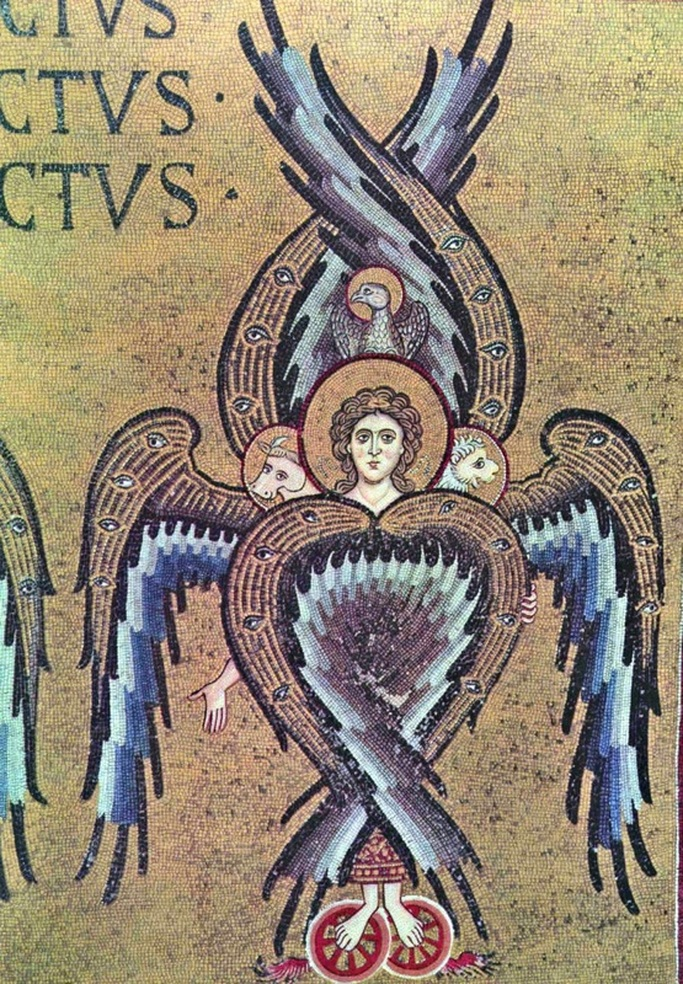
Mozaïek in de Monreale kathedraal in Palermo, 12e eeuw. Een van de cherubijnen die de troon van God draagt.

Het werk kan in drie delen verdeeld worden. Het eerste deel beschrijft de opstijging van Henoch door tien hemelen.  Vanuit een aantal van die hemelen worden meteorologische, atmosferische en astronomische verschijnselen aangestuurd. Zo wordt in de eerste hemel het weer bewaard. Er zijn voorraadkamers van sneeuw en wolken. In de vierde hemel worden de banen van de maan en zon aangestuurd.  
In de tweede hemel ziet Henoch de verschrikkelijke straffen voor de 'wachters', (gevallen engelen), die ook beschreven worden in het Boek van de wachters , het eerste deel van 1 Henoch en het daarop gebaseerde Boek van de reuzen. Het zijn de engelen die in opstand gekomen waren tegen God en waarvan in het bijbelboek Genesis 6:1-4  de passage staat:
In die dagen, en ook daarna, waren er reuzen op de aarde, toen Gods zonen bij de dochters van de mensen waren gekomen en die kinderen voor hen baarden; dit zijn de geweldenaars van oude tijden af, mannen van naam.
Net zoals in 1 Henoch vragen de gevallen engelen en hun nakomelingen Henoch om voor hen bij God vergeving te vragen.
In de derde hemel is zowel het paradijs als de hel waar mensen bestraft worden. In de vijfde hemel ziet Henoch de  'wachters' die niet tegen het gezag van God hebben gerebelleerd. Het is het leger van de hemelen. Zij zijn echter gebroken uit schaamte door het gedrag van hun kameraden. In de zevende hemel kan Henoch van een afstand God aanschouwen. In de tiende hemel is de troonzaal van God. De immense  troon wordt gedragen door cherubijnen. Henoch wordt  door de aartsengel Michaël  voor het aangezicht van God verheven en in opdracht van Hem door Gabriel ook gezalfd. God geeft de aanwezige engelen de opdracht voor Henoch te buigen. Een aantal weigert dat aanvankelijk en wordt  gevangen gezet tot zij wel die buiging maken.  

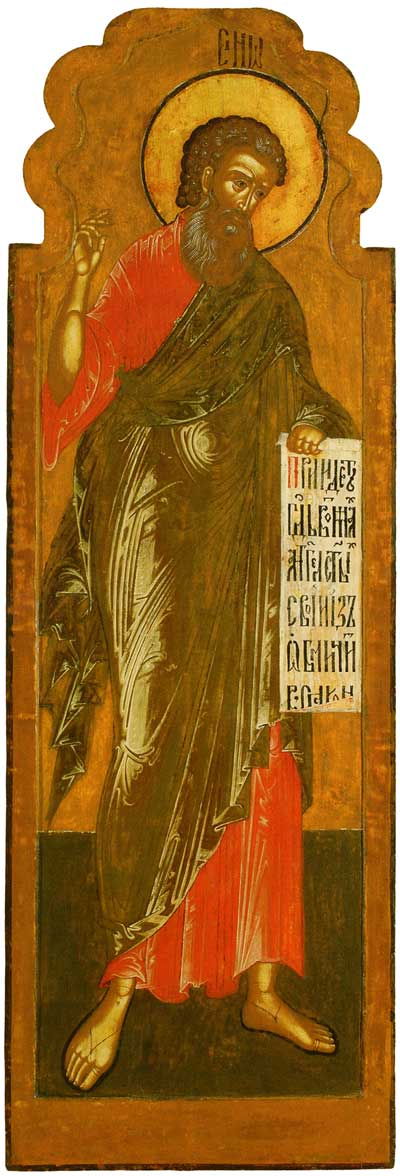
Icoon van Henoch in de kerk van Johannes Chrysostomus in het Russische Korovniki, 1654.

Daarna geeft God de aartsengel Uriël de opdracht Henoch 360 boeken te dicteren, die alles bevatten wat er te weten valt. Later onthult God nog een groot aantal geheimen over de schepping aan Henoch. Het zijn geheimen die zelfs de engelen niet weten. Henoch krijgt hier de rol van de schrijver van de hemel en de bewaarder van de hemelse geheimen.  Hierna wordt Henoch voor een periode van 30 dagen weer naar de aarde gezonden.
In het tweede deel onderwijst Henoch op aarde zijn zoons over een groot aantal morele en ethische zaken. De basis daarvoor is de juiste relatie met God in vooral zijn rol als enige Schepper. Die juiste relatie kan verkregen worden door de openbaring van Henoch die toegang heeft gekregen tot alle geheimen van die schepping. Henoch wordt daarna voorgoed weer in de hemel opgenomen. 
Er zijn op het vakgebied een aantal debatten geweest of het derde deel wel of niet oorspronkelijk al deel heeft uitgemaakt van de oorspronkelijke tekst. Een aantal onderzoekers beschouwden het als een iets latere toevoeging aan de oorspronkelijke tekst. Een meerderheid van de onderzoekers beschouwt het echter als laatste deel van de originele tekst. 
In dit derde deel bouwen Metusalem en zijn broers een altaar op de plek van waaruit Henoch zijn laatste hemelopstijging begon. In de tekst wordt die plek Achuzan genoemd. Het is de naam waarmee in vroege joodse literatuur de tempelberg wordt benoemd. Hierna verschijnt God in een visioen aan  Metusalem en benoemt hem als priester voor het gehele volk. De tekst vervolgt met het beschrijven van de laatste dagen voor het overlijden van Metusalem. God verschijnt opnieuw aan hem en geeft hem de opdracht zijn priesterschap over te dragen aan Nir. Dat is de tweede zoon van zijn eigen zoon Lamech. 
Nir was gehuwd met Sopanim, die beschreven wordt als een vrouw die geen kinderen kon krijgen. Vanaf de dag dat Nir priester geworden was had zij ook geen seksuele contacten met hem gehad. Op hoge leeftijd wordt Sopanim toch zwanger. Zij schaamt en verbergt zich. Als Nir haar vindt en haar zwangerschap ontdekt, dreigt hij haar te verstoten. Na die woorden overlijdt Sopanim. De aartsengel Gabriel verschijnt, zegt dat dit niet de schuld is van Nir en dat hij zal zorgen voor het kind. Nir haast zich naar zijn broer Noach om hem alles te vertellen. Bij haar begrafenis komt uit haar lichaam een reeds volgroeid kind dat al kon spreken. Noach en Nir geven het kind de naam Melchisedek. 
Melchisedek was volgens de traditie in de Hebreeuwse Bijbel ten tijde van aartsvader Abraham de "koning van Salem" en "priester van God, de Allerhoogste". Na veertig dagen verschijnt de aartsengel opnieuw en neemt het kind mee naar het Hof van Eden, waardoor hij niet met de zondvloed geconfronteerd zal worden. De tekst eindigt met de opdracht van God aan Noach de ark te bouwen en de zondvloed. 